# Pamplona (Cagayan)
Pour les articles homonymes, voir Pamplona.
Pamplona est une municipalité de la province de Cagayan, aux Philippines.

## Barangays
| - Abanqueruan - Allasitan - Bagu - Balingit - Bidduang - Cabaggan - Capalalian - Casitan - Centro (Pob.) | - Curva - Gattu - Masi - Nagattatan - Nagtupacan - San Juan - Santa Cruz - Tabba - Tupanna |